# Майкл Делл
Майкл Саул Делл (нар. 23 лютого 1965, Х'юстон) — засновник і керівник компанії Dell. Починав свою фірму з «гаражних» умов, продаючи саморобні модифікації IBM PC. У 2006 році зайняв 12 рядок в списку 100 найбагатших людей світу.

## Біографія
Делл виріс у родині зубного техніка єврейського походження. Навчався в школі Memorial High School в Х'юстоні (штат Техас), але не подавав там особливих надій. Вже у віці дванадцяти років Майкл став проявляти ознаки рідкісної кмітливості. На канікулах він підробляв на пошті; його завдання було в тому, щоб переконати жителів почати виписувати місцеву газету. За кожного нового передплатника йому виплачували відсотки. Хлопчик помітив, що найлегше переконати почати підписку тих мешканців, які нещодавно приїхали в місто. Делл став платити своїм друзям по два долари в день, щоб вони знаходили йому новоселів. Так дванадцятирічний Майкл Делл заробив перші 2000 доларів.
Вперше Майкл Делл зіткнувся з комп'ютером Apple II в 15 років.
Пізніше він продавав передплату на журнал Houston Post, при цьому використовував техніку прямих продажів: дізнавався імена та адреси молодят і відсилав їм спеціально складені листи з привітаннями, а як подарунок пропонував двотижневу безкоштовну передплату на журнал.
Закінчивши школу, він вступив до Техаського університету в Остіні і збирався надалі стати лікарем. Під час навчання він заснував компанію з продажу комп'ютерів PC's Limited. Компанія незабаром стала приносити непоганий прибуток, тому в 19 років Делл пішов з університету і став витрачати увесь час на бізнес. У 1987 році PC's Limited була перейменована в Dell Computer Corporation. Попри численні проблеми, що переслідували компанію (включаючи проблеми з пожежонебезпекою ноутбуків в 1993 році, тимчасову поступку значної частки ринку компанії Gateway в середині 1990-х років та інші), компанія змогла не тільки вижити, але й стати найприбутковішим виробником персональних комп'ютерів у світі. У 2004 році продажі компанії становили понад 49 млрд доларів США, а прибуток — близько 3 млрд. У 2003 році компанія змінила ім'я на Dell, Inc., оскільки до того часу перелік вироблених нею товарів значно розширився.
4 березня 2004 Майкл Делл пішов з поста головного керуючого, але залишився головою ради директорів, а Кевін Роллінс зайняв його місце.
У 2005 році в опублікованому журналом «Форбс» списку чотирьохсот найбагатших людей Делл був на 4-му місці в США і на 18-му місці у світі. Його стан оцінювався приблизно в 18 млрд доларів США.
Майкл Делл живе в Малібу, штат Каліфорнія. Його будинок знаходиться на 15-му місці в списку найбільших будинків світу, його вартість оцінюється приблизно в 18,7 млн доларів США.

## Особисте життя
У 1989 році Майкл Делл створив сім'ю. У Майкла і його дружини Сьюзен четверо дітей. 
Сьюзен також брала участь у прийнятті рішення, котре стосується заснування благодійної організації, яка розпочала працювати у 1999 році. Завдяки відкриттю даної організації, десятки мільйонів доларів були пожертвувані на ліквідацію наслідків різних катастроф.